# Montes di Titano
Segue una lista dei montes presenti sulla superficie di Titano. La nomenclatura di Titano è regolata dall'Unione Astronomica Internazionale; la lista contiene solo formazioni esogeologiche ufficialmente riconosciute da tale istituzione.
I montes di Titano portano i nomi di luoghi montagnosi della Terra di Mezzo, la regione del mondo immaginario in cui sono ambientate le opere di Tolkien.

## Prospetto
| Mons              | Eponimo                                                                                            | Latitudine | Longitudine | Diametro |
| ----------------- | -------------------------------------------------------------------------------------------------- | ---------- | ----------- | -------- |
| Angmar Montes     | Angmar - Regione all'estremo nord delle Montagne Nebbiose.                                         | 10° S      | 221,9° W    | 230 km   |
| Dolmed Montes     | Dolmed - Monte della regione di Eriador.                                                           | 11,6° S    | 216,8° W    | 400 km   |
| Doom Mons         | Monte Fato - Vulcano del regno di Mordor dove viene prima forgiato e poi distrutto l'Unico Anello. | 14,65° S   | 40,42° W    | 63 km    |
| Echoriath Montes  | Echoriath - Catena montuosa nel Beleriand settentrionale.                                          | 7,4° S     | 213,8° W    | 930 km   |
| Erebor Mons       | Erebor - Nome in sindarin della Montagna Solitaria.                                                | 4,97° S    | 36,23° W    | 50 km    |
| Gram Montes       | Gram - Monte della regione di Eriador.                                                             | 9,9° S     | 207,9° W    | 260 km   |
| Irensaga Montes   | Irensaga - Monte della catena degli Ered Nimrais.                                                  | 5,68° S    | 212,71° W   | 194 km   |
| Lithui Montes     | Ered Lithui - Catena montuosa a nord del regno di Mordor.                                          | 84,68° N   | 112,56° W   | 200 km   |
| Luin Montes       | Ered Luin - Catena montuosa ad ovest dell'Eriador.                                                 | 81,98° N   | 36,26° W    | 156 km   |
| Merlock Montes    | Merlock - Catena montuosa citata ne Le avventure di Tom Bombadil.                                  | 8,9° S     | 211,8° W    | 200 km   |
| Mindolluin Montes | Mindolluin - Monte della catena degli Ered Nimrais.                                                | 3,3° S     | 208,96° W   | 340 km   |
| Misty Montes      | Montagne Nebbiose - Catena montuosa della regione di Eriador.                                      | 56,8° N    | 62,44° W    | 73 km    |
| Mithrim Montes    | Mithrim - Catena montuosa della regione di Hithlum.                                                | 2,16° S    | 127,42° W   | 147 km   |
| Moria Montes      | Moria - Tre vette al centro delle Montagne Nebbiose, sede dell'omonime miniere dei nani.           | 2,16° S    | 127,42° W   | 147 km   |
| Rerir Montes      | Rerir - Monte della regione di Eriador.                                                            | 4,8° S     | 212,1° W    | 370 km   |
| Taniquetil Montes | Taniquetil - La vetta massima di Arda.                                                             | 3,67° S    | 213,26° W   | 130 km   |